# Ребека (Џорџија)
Ребека (Џорџија) (енгл. Rebecca) град је у америчкој савезној држави Џорџија. По попису становништва из 2010. у њему је живело 187 становника.

## Демографија
Према попису становништва из 2010. у граду је живело 187 становника, што је 59 (24,0%) становника мање него 2000. године.
| Група             | 2000.       | 2010.       |
| Белци             | 186 (75,6%) | 175 (93,6%) |
| Афроамериканци    | 50 (20,3%)  | 8 (4,3%)    |
| Азијати           | 0 (0,0%)    | 0 (0,0%)    |
| Хиспаноамериканци | 2 (0,8%)    | 2 (1,1%)    |
| Укупно            | 246         | 187         |